# ヤマトよ永遠に 音楽集
『ヤマトよ永遠に 音楽集』（ヤマトよえいえんに おんがくしゅう）は、劇場アニメーション『ヤマトよ永遠に』のサウンドトラック・アルバム。1980年7月10日にPart1が同年9月10日にPart2がそれぞれLPレコードとして、日本コロムビアより発売された。型番はPart1がCQ-7051、Part2がCQ-7052。
その後、1995年1月1日にCD（Part1がCOCC-12230、Part2がCOCC-12231）の形で復刻され、『生誕30周年記念 ETERNAL EDITION PREMIUM 宇宙戦艦ヤマト CD-BOX』（COCX-33021~COCX-33030）にも収録された。2012年11月21日には、『YAMATO SOUND ALMANAC』シリーズの1枚として音楽集（Part1がCOCX-37392、Part2がCOCX-37393）がそれぞれ再復刻された。

## 解説
本作特徴は、前作と同一の敵である暗黒星団帝国が登場する為、敵側のテーマにはシンセサイザーを引き続きフィーチャーし、暗黒星雲、黒色銀河、二重銀河、新銀河誕生といったスケールの大きい舞台背景のBGMにはコーラスを多用して壮大さを表現していることである。また、本編中に敵側母星の古典音楽として、チャイコフスキーの「白鳥の湖」から第3幕No.17（アレグロとワルツ）が使用されている。

## 収録曲

### Part1
1. 新宇宙
2. 未知なる空間を進むヤマト
3. 重核子爆弾
4. 愛しあう二人
5. 傷ついた戦士たち
6. 制圧される地球
7. 別れ
8. 暗黒星団帝国
9. サーシャ(澪ミオ)出逢い~幸せ~わかれ
10. のこされて
11. 黒色銀河
12. キーマン少尉

#### YAMATO SOUND ALMANAC BONUS TRACK
1. 序曲〜宇宙のテーマ〜
2. ヤマト誕生〜宇宙戦艦ヤマト〜
3. イスカンダル
4. 試練
5. 白色彗星のテーマ
6. 想人〜星に想うスターシャ

### Part2
1. ヤマトよ永遠(とわ)に~サーシャ(澪ミオ)に捧ぐ
2. 地球攻防戦
3. 悲恋
4. 新宇宙II(二重銀河)
5. 信じあう二人
6. 母星(デザイム)の崩壊
7. 澪(ミオ)のマーチ
8. 大決戦
9. 新銀河誕生

#### YAMATO SOUND ALMANAC BONUS TRACK
1. 真赤なスカーフ
2. 好敵手
3. 決戦＝勝利
4. 終曲〜明日への希望〜
5. ヤマトより愛をこめて

## クレジット
- プロデューサー：西崎義展
- 作曲・編曲・指揮：宮川泰
- 演奏：シンフォニック・オーケストラ・ヤマト
  - ヴァイオリニスト：徳永二男
  - スキャット：川島和子、伊集加代

### YAMATO SOUND ALMANAC
- 編曲：久石譲
- 合唱：同志社学生混声合唱団
- 指揮：熊谷弘
- ピアノ伴奏：梶原綾子
- 打楽器：益子高明
- 作詩：阿久悠
- スキャット：川島和子

## 関連音盤
- ヤマトよ永遠に ドラマ編（CB-7099〜CB-7101）
1980年に日本コロムビアから発売された3枚組LP。1995年4月1日にCDとして復刻された（COCC-12482〜COCC-12484）。